# Pallavolo Molfetta 2013-2014
Questa voce raccoglie le informazioni riguardanti la Pallavolo Molfetta nelle competizioni ufficiali della stagione 2013-2014.

## Stagione
La stagione 2013-14 è per la Pallavolo Molfetta, sponsorizzata dall'Exprivia, è la prima in Serie A1: la squadra ha conquistato il diritto di partecipazione al massimo campionato italiano dopo la vittoria dei play-off promozione nella Serie A2 2012-13. Confermato l'allenatore Juan Manuel Cichello, la rosa invece cambia completamente, ad eccezione di Davide Saitta e Francesco Del Vecchio: tra i principali acquisti quello di Giulio Sabbi, Cosimo Piscopo, Bruno Zanuto, Cristian Casoli e Daniele Mazzone.
Il campionato si apre con la sconfitta ad opera dell'Associazione Sportiva Volley Lube, mentre nella giornata successiva arriva la prima vittoria contro la Pallavolo Città di Castello: tutto il resto del girone di andata è caratterizzato da un'alternanza di risultati che porta la squadra a chiudere la prima parte di campionato al nono posto in classifica, posizione non utile per qualificarsi alla Coppa Italia. Il girone di ritorno inizia con sei sconfitte consecutive e nelle ultime cinque giornate della regular season il club pugliese riesce a vincere tre incontri, terminando al decimo posto in classifica ed accedendo ai play-off Challenge Cup: nei quarti di finale la Pallavolo Molfetta incontra la Pallavolo Città di Castello, che viene sconfitta nella gara di andata per 3-2, ma vince quella di ritorno per 3-0, oltre ad ottenere il passaggio del turno per un maggior numero di punti conquistati tra quelli assegnati nelle due sfide.

## Organigramma societario
Area direttiva
- Presidente: Antonio Antonaci
- Vicepresidente: Paolo Garofoli, Ignazio Mazzola
- Segreteria generale: Danilo Lazzizzera

Area organizzativa
- Direttore sportivo: Ninni De Nicolo
- Dirigente: Leo Di Pinto, Rocco Guarino, Ignazio Mezzina, Francesco Mininni, Leonardo Scardigno, Nicola Solimini

Area tecnica
- Allenatore: Juan Manuel Cichello
- Allenatore in seconda: Giancarlo D'Amico
- Scout man: Michele Tomasicchio (dal 10 novembre 2013)
- Responsabile settore giovanile: Nicola Solimini

Area comunicazione
- Ufficio stampa: Domenico De Stena
- Webmaster: Francesco Carlucci
- Fotografo: Davide Pischettola (dal 29 novembre 2013)

Area marketing
- Ufficio marketing: Maurizio Esposito

Area sanitaria
- Medico: Antonio De Gennaro
- Preparatore atletico: Domenico De Gennaro
- Fisioterapista: Giovanni Terlizzi
- Ortopedico: Renato Laforgia
- Massofisioterapista: Angelo Pisani

## Rosa
| N° | Nome                  | Ruolo | Data di nascita  | Nazionalità sportiva |
| -- | --------------------- | ----- | ---------------- | -------------------- |
| 1  | Cosimo Piscopo        | C     | 18 luglio 1983   | Italia               |
| 2  | Daniele Mazzone       | C     | 4 giugno 1992    | Italia               |
| 3  | Marco Izzo            | P     | 17 novembre 1994 | Italia               |
| 6  | Francesco Del Vecchio | S     | 21 aprile 1987   | Italia               |
| 7  | Andrea Cesarini       | L     | 22 luglio 1987   | Italia               |
| 8  | Enrico Diamantini     | C     | 4 aprile 1993    | Italia               |
| 9  | Francesco De Marchi   | S     | 17 giugno 1986   | Italia               |
| 10 | Giulio Sabbi          | O     | 10 agosto 1989   | Italia               |
| 11 | Bruno Zanuto          | S     | 3 marzo 1983     | Italia               |
| 12 | Alessandro Porcelli   | L     | 3 dicembre 1995  | Italia               |
| 13 | Aleksandar Blagojević | O     | 18 gennaio 1993  | Austria              |
| 14 | Miquel Ángel Fornés   | C     | 6 settembre 1993 | Spagna               |
| 15 | Iván Castellani       | O     | 19 gennaio 1991  | Argentina            |
| 16 | Cristian Casoli       | S     | 27 gennaio 1975  | Italia               |
| 17 | Rolando Despaigne     | S     | 7 giugno 1987    | Cuba                 |
| 18 | Davide Saitta         | P     | 23 giugno 1987   | Italia               |

## Mercato
| Acquisti | Acquisti              | Acquisti          | Acquisti   |
| R.       | Nome                  | da                | Modalità   |
| -------- | --------------------- | ----------------- | ---------- |
| O        | Aleksandar Blagojević | Vienna hotVolleys | definitivo |
| S        | Cristian Casoli       | New Mater         | definitivo |
| O        | Iván Castellani       | Montpellier       | definitivo |
| L        | Andrea Cesarini       | Altotevere        | definitivo |
| S        | Francesco De Marchi   | BluVolley Verona  | definitivo |
| S        | Rolando Despaigne     | BVC               | definitivo |
| C        | Enrico Diamantini     | Atripalda         | definitivo |
| C        | Miquel Ángel Fornés   | Palencia          | definitivo |
| P        | Marco Izzo            | Atripalda         | definitivo |
| C        | Daniele Mazzone       | Argos             | definitivo |
| C        | Cosimo Piscopo        | Modena            | definitivo |
| L        | Alessandro Porcelli   | Trivianum         | definitivo |
| O        | Giulio Sabbi          | New Mater         | definitivo |
| S        | Bruno Zanuto          | Porto Ravenna     | definitivo |

| Cessioni | Cessioni             | Cessioni           | Cessioni   |
| R.       | Nome                 | a                  | Modalità   |
| -------- | -------------------- | ------------------ | ---------- |
| L        | Andrea Antonaci      | Valsugana          | definitivo |
| P        | Gianpio Aprea        | Atripalda          | definitivo |
| S        | Ludovic Castard      | Cannes             | definitivo |
| S        | Francesco De Marchi  | Rennes             | definitivo |
| C        | Emiliano Giglioli    | Powervolley Milano | definitivo |
| C        | Alessandro Giosa     | Matera Bulls       | definitivo |
| C        | Andrea Mattei        | Padova             | definitivo |
| S        | Michele Morelli      | Libertas Brianza   | definitivo |
| L        | Marco Rizzo          | Brolo              | definitivo |
| S        | Michele Tamborra     | Manzoni            | definitivo |
| O        | Kay van Dijk         | Jaroslavič         | definitivo |
| S        | Matthijs Verhanneman | Roeselare          | definitivo |

## Risultati

### Serie A1

#### Girone di andata
| 1ª giornata - 20 ottobre 2013 PalaFontescodella, Macerata | Lube              | 3 - 0 | Molfetta           | 25-23, 25-18, 25-20               |
| 2ª giornata - 27 ottobre 2013 PalaPoli, Molfetta          | Molfetta          | 3 - 0 | Città di Castello  | 25-17, 25-23, 25-20               |
| 3ª giornata - 3 novembre 2013 PalaTrento, Trento          | Trentino          | 3 - 0 | Molfetta           | 26-24, 25-21, 25-18               |
| 4ª giornata - 10 novembre 2013 PalaPoli, Molfetta         | Molfetta          | 3 - 0 | Piemonte           | 25-19, 25-20, 25-21               |
| 5ª giornata - 13 novembre 2013 PalaBianchini, Latina      | Top Volley Latina | 3 - 0 | Molfetta           | 25-21, 25-13, 25-23               |
| 6ª giornata - 27 novembre 2013 PalaPoli, Molfetta         | Molfetta          | 0 - 3 | Sir Safety Perugia | 17-25, 21-25, 20-25               |
| 7ª giornata - 1º dicembre 2013 PalaPoli, Molfetta         | Molfetta          | 3 - 0 | BluVolley Verona   | 25-19, 25-23, 25-20               |
| 8ª giornata - 8 dicembre 2013 PalaBanca, Piacenza         | Piacenza          | 3 - 0 | Molfetta           | 25-19, 25-18, 25-12               |
| 9ª giornata - 15 dicembre 2013 PalaPoli, Molfetta         | Molfetta          | 0 - 3 | Porto Robur Costa  | 25-27, 23-25, 21-25               |
| 10ª giornata - 21 dicembre 2013 PalaPoli, Molfetta        | Molfetta          | 3 - 2 | Modena             | 25-20, 25-22, 23-25, 16-25, 15-13 |
| 11ª giornata - 8 gennaio 2014 PalaValentia, Vibo Valentia | Callipo           | 3 - 2 | Molfetta           | 25-20, 23-25, 25-23, 22-25, 15-8  |

#### Girone di ritorno
| 12ª giornata - 12 gennaio 2014 PalaPoli, Molfetta        | Molfetta           | 1 - 3 | Lube              | 21-25, 25-23, 20-25, 22-25        |
| 13ª giornata - 18 gennaio 2014 PalaKemon, San Giustino   | Città di Castello  | 3 - 0 | Molfetta          | 25-22, 25-17, 25-16               |
| 14ª giornata - 26 gennaio 2014 PalaPoli, Molfetta        | Molfetta           | 0 - 3 | Trentino          | 19-25, 17-25, 23-25               |
| 15ª giornata - 2 febbraio 2014 PalaBreBanca, Cuneo       | Piemonte           | 3 - 0 | Molfetta          | 25-21, 25-21, 25-22               |
| 16ª giornata - 9 febbraio 2014 PalaPoli, Molfetta        | Molfetta           | 2 - 3 | Top Volley Latina | 25-22, 25-22, 21-25, 21-25, 12-15 |
| 17ª giornata - 16 febbraio 2014 PalaEvangelisti, Perugia | Sir Safety Perugia | 3 - 1 | Molfetta          | 25-12, 25-20, 29-31, 32-30        |
| 18ª giornata - 23 febbraio 2014 PalaOlimpia, Verona      | BluVolley Verona   | 2 - 3 | Molfetta          | 22-25, 27-25, 21-25, 25-21, 13-15 |
| 19ª giornata - 2 marzo 2014 PalaPoli, Molfetta           | Molfetta           | 1 - 3 | Piacenza          | 25-19, 16-25, 23-25, 20-25        |
| 20ª giornata - 8 marzo 2014 PalaDeAndrè, Ravenna         | Porto Robur Costa  | 2 - 3 | Molfetta          | 27-29, 26-24, 26-28, 25-15, 18-20 |
| 21ª giornata - 16 marzo 2014 PalaPanini, Modena          | Modena             | 3 - 0 | Molfetta          | 25-23, 25-19, 25-21               |
| 22ª giornata - 23 marzo 2014 PalaPoli, Molfetta          | Molfetta           | 3 - 0 | Callipo           | 25-20, 25-22, 25-18               |

#### Play-off Challenge Cup
| Quarti di finale (andata) - 6 aprile 2014 PalaPoli, Molfetta        | Molfetta          | 3 - 2 | Città di Castello | 22-25, 25-21, 25-21, 23-25, 15-11 |
| Quarti di finale (ritorno) - 13 aprile 2014 PalaKemon, San Giustino | Città di Castello | 3 - 0 | Molfetta          | 25-22, 25-23, 25-20               |

## Statistiche

### Statistiche di squadra
| Competizione | Punti | In casa | In casa | In casa | In trasferta | In trasferta | In trasferta | Totale | Totale | Totale |
| Competizione | Punti | G       | V       | P       | G            | V            | P            | G      | V      | P      |
| ------------ | ----- | ------- | ------- | ------- | ------------ | ------------ | ------------ | ------ | ------ | ------ |
| Serie A1     | 20    | 12      | 6       | 6       | 12           | 2            | 10           | 24     | 8      | 16     |
| Totale       | -     | 12      | 6       | 6       | 12           | 2            | 10           | 24     | 8      | 16     |

G = partite giocate; V = partite vinte; P = partite perse

### Statistiche dei giocatori
| Giocatore      | Serie A1 | Serie A1 | Serie A1 | Serie A1 | Serie A1 | Totale | Totale | Totale | Totale | Totale |
| Giocatore      | P        | PT       | AV       | MV       | BV       | P      | PT     | AV     | MV     | BV     |
| -------------- | -------- | -------- | -------- | -------- | -------- | ------ | ------ | ------ | ------ | ------ |
| A. Blagojević  | 5        | 4        | 4        | 0        | 0        | 5      | 4      | 4      | 0      | 0      |
| C. Casoli      | 24       | 163      | 143      | 12       | 8        | 24     | 163    | 143    | 12     | 8      |
| I. Castellani  | 1        | 0        | 0        | 0        | 0        | 1      | 0      | 0      | 0      | 0      |
| A. Caserini    | 24       | -        | -        | -        | -        | 24     | -      | -      | -      | -      |
| F. De Marchi   | 9        | 15       | 13       | 2        | 0        | 9      | 15     | 13     | 2      | 0      |
| F. Del Vecchio | 20       | 20       | 14       | 6        | 0        | 20     | 20     | 14     | 6      | 0      |
| R. Despaigne   | 5        | 39       | 27       | 4        | 8        | 5      | 39     | 27     | 4      | 8      |
| E. Diamantini  | 2        | 0        | 0        | 0        | 0        | 2      | 0      | 0      | 0      | 0      |
| M. Fornés      | 17       | 30       | 19       | 10       | 1        | 17     | 30     | 19     | 10     | 1      |
| M. Izzo        | 22       | 7        | 1        | 4        | 2        | 22     | 7      | 1      | 4      | 2      |
| D. Mazzone     | 24       | 142      | 92       | 36       | 14       | 24     | 142    | 92     | 36     | 14     |
| C. Piscopo     | 23       | 146      | 86       | 56       | 4        | 23     | 146    | 86     | 56     | 4      |
| A. Porcelli    | 4        | -        | -        | -        | -        | 4      | -      | -      | -      | -      |
| G. Sabbi       | 24       | 475      | 405      | 38       | 32       | 24     | 475    | 405    | 38     | 32     |
| D. Saitta      | 24       | 57       | 23       | 31       | 3        | 24     | 57     | 23     | 31     | 3      |
| B. Zanuto      | 23       | 255      | 223      | 21       | 11       | 23     | 255    | 223    | 21     | 11     |

P = presenze; PT = punti totali; AV = attacchi vincenti; MV = muri vincenti; BV = battute vincenti